# Coleophora principiella
Coleophora principiella é uma espécie de mariposa do gênero Coleophora pertencente à família Coleophoridae.